# Meat Puppets
I Meat Puppets sono un gruppo musicale punk rock statunitense formatosi nel gennaio 1980 a Paradise Valley, Arizona.

## Storia
La formazione tradizionale del gruppo era composta da Curt Kirkwood (chitarra/voce), suo fratello Cris Kirkwood (basso), e Derrick Bostrom (batteria). Il gruppo si scioglie nel 2000 dopo il tour di Golden Lies per riformarsi nel 2007 con Curt Kirkwood (chitarra/voce), suo fratello Cris Kirkwood (basso) e Ted Marcus (batteria).
Partiti dall'hardcore con il loro primo, omonimo album pubblicato nel 1981 dalla SST Records, i Meat Puppets sono approdati poi ad una formula innovativa in cui confluivano psichedelia, country, blues, surf e pop, influenzando in maniera significativa il nascente alternative rock statunitense e successivamente anche il grunge. Già il secondo album del 1984 dal titolo Meat Puppets II sempre a marchio SST, dimostra una grande varietà di fonti ispiratrici mescolate nel loro tipico crossover musicale.
Non a caso, nel 1993 i fratelli Kirkwood sono stati invitati dai Nirvana, da sempre loro grandi fan, a suonare con loro alcuni brani tratti da Meat Puppets II nel MTV Unplugged a New York.

## Discografia

### Album in studio
- 1982 - Meat Puppets
- 1983 - Meat Puppets II
- 1985 - Up on the Sun
- 1987 - Mirage
- 1987 - Huevos
- 1989 - Monsters
- 1991 - Forbidden Places
- 1994 - Too High to Die
- 1995 - No Joke!
- 2000 - Golden Lies
- 2007 - Rise to Your Knees
- 2009 - Sewn Togheter
- 2011 - Lollipop
- 2013 - Rat Farm

### EP
- 1981 - In a Car
- 1986 - Out My Way
- 1999 - You Love Me

### Live
- 1999 - Live in Montana
- 2002 - Live

### Raccolte
- 1990 - No Strings Attached
- 2004 - Classic Puppets